# شریان گاستریک چپ
شریان گاستریک چپ (انگلیسی: Left gastric artery) کوچکترین شاخهٔ تنه حفره شکم (تنه سلیاک) است. این شاخه با صعود به محل اتصال مری و معده شاخه‌های مروی خود را به طرف بالا و به بخش شکمی مری می‌فرستد. 
برخی از این شاخه‌ها از سوراخ مری دیافراگم گذشته و با شاخه‌های مری آئورت توراسیک بازپیوسته می‌شود. خود سرخرگ معدی چپ به سمت راست چرخیده و در طول خم کوچک معده درون چادرینه (اومنتوم) کوچک نزول می‌کند. این سرخرگ هر دو سطح معده در این ناحیه (یعنی خم کوچک معده) را خونرسانی می‌کند و با سرخرگ معدی راست بازپیوسته می‌شود.